# Крыкова, Татьяна Васильевна
Татьяна Васильевна Крыкова (род. 16 мая 1974 года) — российский архитектор, член-корреспондент Российской академии художеств (2002).

## Биография
Родилась 16 мая 1974 года.
В 2002 году — окончила Московский государственный университет культуры и искусств.
В 2018 году — избрана членом-корреспондентом Российской академии художеств от Отделения архитектуры.
Начальник Управления Протокола и наградной деятельности РАХ.

## Творческая деятельность
Основные проекты: квалифицированный специалист в области работы по формированию архитектурной и интерьерной среды.
Участововала в следующих проектах:
- интерьера отеля Амбассадор в г. Тбилиси;
- лофт на улице Пречистенка;
- оформление станции метро «Сретенский бульвар»;
- изготовление экспозиционного панно на оргстекле «Сигтунские врата» для выставки в Государственном историческом музее «Русские и немцы. 1000 лет истории, культуры, искусства»;
- оформление офиса Президента, Председателя правления Сбербанка Г. Грефа;
- оформление центрального офиса АО «Русагротранс»;
- оформление офиса нефтегазовой компании «Сахалин Энерджи Инвестмент Компани Лтд.».